# Guillermo III de Narbona-Bas
Guillermo de Narbona fue vizconde de Narbona (como Guillermo II o III 1397-1424) y juez de Arborea (como Guillermo II 1407-1420). Fue también un dirigente que participó en la guerra de los cien años de la parte de los Armagnacs.
Era nieto de Beatriz, la hija más joven del juez Mariano IV de Arborea, y su padre era Guillermo I vizconde de Narbona. Cuando en 1407 murió Mariano V de Arborea (hijo de Leonor de Arborea, hermana de Beatriz) Guillermo pasa a ser el heredero más directo al trono del juzgado.
Quien mientras tanto rigió efectivamente el juzgado de 1407 fue Leonardo Cubello descendiente de la línea judicial de Hugo II de Arborea. El 6 de octubre de 1408 desembarcó en Cagliari el rey Martín I de Sicilia, con un fuerte ejército, exponente de la casa aragonesa, que reivindicaba el control de toda Cerdeña. El mismo año, el 8 de diciembre, Guillermo de Narbona llegó a la isla y el día 13 de enero de 1409 fue coronado Rey de Arborea, conde de Coceano, vizconde de Bas en Oristán. 
Los dos ejércitos, el de Martín y el de Guillermo, se encontraron en la famosa batalla de Sanluri, el 30 de junio de 1409, en el curso de la cual las tropas de Guillermo fueron derrotadas. Como último desastre, a pesar de la muerte de Martín de peste, fue la presa el 4 de julio de la importante ciudad de Iglesias por parte del comandante aragonés Giovanni di Sena. Guillermo volvió por ello a Francia para buscar ayuda, dejando el gobierno de la tierra sarda a su primo Leonardo Cubello, que fue hábil en la defensa de Oristán.
Guillermo regresó a Cerdeña en 1410, reorganizando sus territorios y colocando la capital en Sassari y con la ayuda de Nicolò Doria recapturó Longosardo. Planeó tomar Alguer y consiguió un breve éxito el 5 y 6 de mayo de 1412, antes de ser echado por los ciudadanos. Desesperado de intentar mantener su dominio, Guillermo al fin decidió vender Arborea al rey de Aragón Alfonso V el Magnánimo, por una cifra de 100.000 florines de oro, el día 17 de agosto de 1420, firmando así el fin del último estado sardo independiente.
| Predecesor: Mariano V de Arborea | Juez de Arborea 1407-1420 | Sucesor: - |

- Datos: Q2710426
- Multimedia: Guillaume II de Narbonne / Q2710426